# Coupe des nations de saut d'obstacles
Pour les articles homonymes, voir Coupe des Nations.
La Coupe des nations de saut d'obstacles est une compétition internationale de saut d'obstacles organisée par la Fédération équestre internationale (FEI). Sa particularité est d'être une épreuve collective : les meilleurs pays s'affrontent lors des plus importants concours du monde.

## Historique
La Coupe des Nations a eu lieu depuis 1909 et est organisée par la fédération équestre internationale depuis 1930.
Après la Seconde Guerre mondiale, elle a changé de nom plusieurs fois : Trophée de la Reine, Coupe du Président et Trophée du prince Phillip. En 1987, le tournoi est nommé d'après son premier sponsor commercial Trophée Gucci. Il a été suivi par le groupe technologique HCS en 1990, avant de nouveau changer en 1997, pour prendre le nom de Coupe des Nations Samsung puis Samsung Super League entre 2003 et 2008.
En 2009 et 2010, FEI Meydan Nation Cup. En 2011 et 2012, le parrainage commercial a été abandonné pour reprendre en 2013 sour le nom de Furusiyya FEI Nations Cup.

## Principes
Une équipe nationale est composée de quatre cavaliers qui peuvent changer à chacune des huit épreuves. Seuls les trois meilleurs scores sont comptabilisés pour le total final.
Les compétitions se déroulent sur deux manches, avec un parcours barème A sans chronomètre et un temps de parcours accordé. Seules six des dix nations courant la première manche sont qualifiées pour la deuxième manche. En cas d'égalité entre des équipes pour la première place, chacun d'elle désigne un cavalier pour courir un barrage au chronomètre. À chaque manche, seuls les trois meilleurs résultats des quatre cavaliers sont pris en compte.
Les parcours sont composés de douze obstacles avec un triple et une rivière.

## Organisation

Logo de la Samsung Super League (2003-2008)

Les compétitions se déroulent de mai à septembre. Pour être éligibles, elles doivent être des CSIO-5* avec une dotation minimale de 300 000 euros. Depuis 2006, la France est représentée par le CSIO-5* de La Baule. Cette manifestation représente aussi l'ouverture de la Super League.
En 2007, les pays compétiteurs étaient : l'Allemagne, les États-Unis, la France, la Grande-Bretagne, les Pays-Bas, la Suisse, la Suède et la Belgique.
Jusqu'à 2008 inclus, les huit meilleures équipes mondiales s'affrontent sur huit concours. Comme Samsung est le sponsor principal, cette compétition se nomme : "la Samsung Super Ligue". À la fin d'une saison, l'équipe la plus mauvaise est reléguée en "Promotional League, tandis que le premier de cette dernière est promu en Super League.

Depuis 2009, la Super Ligue est rebaptisée Meydan Nations Cup car elle a changé de sponsors. De plus, ce sont les 10 meilleures nations (au lieu de 8) qui se rencontrent sur les neuf plus beaux concours du monde. En 2009, 2 nations ont été reléguées en Promotional League (Belgique et Italie) laissant leur place à l'Espagne et à la Pologne, tandis qu'en 2010, 4 nations se sont vues rétrogradées (Espagne, Suède, Pologne et Suisse).

## Étapes de la FEI Nations Cup Series
La Meydan Nations Cup comptait 8 étapes en 2010 :
- La Baule (France)
- Rome (Italie)
- Saint-Gall (Suisse)
- Rotterdam (Pays-Bas)
- Aix-la-Chapelle (Allemagne)
- Falsterbo (Suède)
- Hickstead (Grande-Bretagne)
- Dublin (Irlande)

## Palmarès[3]

### Classement général
- 2003 :  France
- 2004 :  France
- 2005 :  États-Unis
- 2006 :  Allemagne
- 2007 :  Allemagne
- 2008 :  Allemagne
- 2009 :  France
- 2010 :  France
- 2011 :  Allemagne
- 2012 :  Allemagne
- 2013 :  France
- 2014 :  Pays-Bas
- 2015 :  Belgique
- 2016 :  Allemagne[4]
- 2017 :  Pays-Bas[5]
- 2018 :  Belgique[6]
- 2019 :  Irlande[7]
- 2020 : Finale annulée (pandémie de Covid-19)
- 2021 :  Pays-Bas[8]
- 2022 :  Belgique
- 2023 :  Allemagne[Note 1]
- 2024 :  Irlande[9]

### Meilleur Cavalier de la Super Ligue
- 2006 :  Stephan Lafouge
- 2007 :  Marcus Ehning
- 2008 :  Ludger Beerbaum